# Путрівська сільська рада
Путрівська сільська́ ра́да — адміністративно-територіальна одиниця та орган місцевого самоврядування в Васильківському районі Київської області. Адміністративний центр — село Путрівка.

## Загальні відомості
Путрівська сільська рада утворена в 1917 році.
- Територія ради: 15,4 км²
- Населення ради: 2141 особа (станом на 2001 рік)

## Населені пункти
Сільській раді підпорядковані населені пункти:
- с. Путрівка
- с. Березенщина
- с. Кобці
- с. Крячки

## Склад ради
Рада складається з 18 депутатів та голови.
- Голова ради: Онищук Віталій Євгенович
- Секретар ради: Гримашевич Ніна Миколаївна

### Керівний склад попередніх скликань
| Прізвище, ім'я, по батькові | Основні відомості                                                                            | Дата обрання | Дата звільнення |
| --------------------------- | -------------------------------------------------------------------------------------------- | ------------ | --------------- |
| Онищук Віталій Євгенович    | Сільський голова, 1968 року народження, освіта вища, член Соціалістичної партії України      | 26.03.2006   | 31.10.2010      |
| Онищук Віталій Євгенович    | Сільський голова, 1968 року народження, освіта вища, член Партії регіонів                    | 31.10.2010   | 25.10.2015      |
| Онищук Віталій Євгенович    | Громадянин України, народився 06.07.1968 р., освіта вища, член Соціалістичної партії України | 25.10.2015   |                 |

Примітка: таблиця складена за даними сайту Верховної Ради України та сайту Центральної виборчої комісії

### Депутати
За результатами місцевих виборів 2010 року депутатами ради стали:

#### За суб'єктами висування
| Суб'єкт висування | Кількість обраних депутатів | %   |
| ----------------- | --------------------------- | --- |
| Самовисування     | 18                          | 100 |

#### За округами
| № округу | Прізвище, ім'я, по батькові           | Дата визнання обраним | Освіта  | Партійна приналежність                                     | Відомості про обраного депутата                                                                 |
| -------- | ------------------------------------- | --------------------- | ------- | ---------------------------------------------------------- | ----------------------------------------------------------------------------------------------- |
| 1        | Самбуров Анатолій Миколайович         | 04.11.2010            | вища    | член Партії відродження села                               | пенсіонер                                                                                       |
| 2        | Численко Наталя Михайлівна            | 04.11.2010            | вища    | позапартійна                                               | Путрівська сільська бібліотека, бібліотекар                                                     |
| 3        | Жданюк Людмила Миколаївна             | 04.11.2010            | вища    | позапартійна                                               | пенсіонер                                                                                       |
| 4        | Чепчак Олександр Олександрович        | 04.11.2010            | вища    | позапартійний                                              | фізична особа-підприємець                                                                       |
| 5        | Кострубіцький Олександр Олександрович | 04.11.2010            | середня | член Партії регіонів                                       | Управління праці та соціального захисту населення Васильківської РДА в Київській області, водій |
| 6        | Неділько Тетяна Андріївна             | 04.11.2010            | середня | позапартійна                                               | тимчасово не працює                                                                             |
| 7        | Матушевич Тарас Леонідович            | 04.11.2010            | вища    | член Політичної партії малого і середнього бізнесу України | ПП «Апекс-плюс», директор з розвитку                                                            |
| 8        | Кострубіцька Олена Олександрівна      | 04.11.2010            | вища    | член Соціалістичної партії України                         | тимчасово не працює                                                                             |
| 9        | Головань Валерій Павлович             | 04.11.2010            | вища    | позапартійний                                              | ЗАТ «Київстар Дж. Ес. Ем», інженер 1-ї категорії                                                |
| 10       | Журавльов Павло Васильович            | 04.11.2010            | середня | позапартійний                                              | ТНК «Комерс-Київ», електрик                                                                     |
| 11       | Павлюк Тетяна Миколаївна              | 04.11.2010            | середня | позапартійна                                               | Мобілізаційне відділення Васильківського ОМВК, провідний спеціаліст                             |
| 12       | Савріцький В'ячеслав Валерійович      | 04.11.2010            | середня | член Соціалістичної партії України                         | Пологовий будинок № 5, м. Київ, охоронець                                                       |
| 13       | Гримашевич Ніна Миколаївна            | 04.11.2010            | середня | член Партії регіонів                                       | Путрівська сільська рада, секретар                                                              |
| 14       | Орлик Микола Якович                   | 04.11.2010            | середня | член Соціалістичної партії України                         | тимчасово не працює                                                                             |
| 15       | Паламаренко Роман Сергійович          | 04.11.2010            | середня | член Соціалістичної партії України                         | пенсіонер                                                                                       |
| 16       | Слюсаренко Олександр Валентинович     | 04.11.2010            | вища    | член Партії регіонів                                       | ТОВ «САВТО», директор                                                                           |
| 17       | Волошко Володимир Аріонович           | 04.11.2010            | вища    | член Партії регіонів                                       | Васильківський міськрайонний центр зайнятості, директор                                         |
| 18       | Онищук Лілія Дмитрівна                | 04.11.2010            | вища    | позапартійна                                               | Всеукраїнський центр проф.реабілітації інвалідів, м. Київ, провідний спеціаліст                 |